# Bjelajci, Kozarska Dubica
Bjelajci so naselje v občini Kozarska Dubica, Bosna in Hercegovina. 

## Deli naselja
Bjelajci, Blagojevići, Brdo, Potok, Rislići in Šipke.

## Prebivalstvo
| Pregled števila prebivalcev po letih | Pregled števila prebivalcev po letih | Pregled števila prebivalcev po letih | Pregled števila prebivalcev po letih | Pregled števila prebivalcev po letih | Pregled števila prebivalcev po letih |
| ------------------------------------ | ------------------------------------ | ------------------------------------ | ------------------------------------ | ------------------------------------ | ------------------------------------ |
| 1948                                 | 1953                                 | 1961                                 | 1971                                 | 1981                                 | 1991                                 |
| -                                    | -                                    | -                                    | 251                                  | 220                                  | 227                                  |

| Narodna sestava prebivalstva po letih                                                                                      | Narodna sestava prebivalstva po letih                                                                                      | Narodna sestava prebivalstva po letih                                                                                          |
| --- | --- | --- |
| 1971 | 1981 | 1991 |
| . skupaj: 251 Srbi 250 (99,60 %) Hrvati 0 (0,00 %) Muslimani 0 (0,00 %) Jugoslovani 0 (0,00 %) drugi in neznano 1 (0,39 %) | . skupaj: 220 Srbi 219 (99,54 %) Hrvati 0 (0,00 %) Muslimani 0 (0,00 %) Jugoslovani 0 (0,00 %) drugi in neznano 1 (0,45 %) | . skupaj: 227 Srbi 167 (73,56 %) Hrvati 0 (0,00 %) Muslimani 0 (0,00 %) Jugoslovani 24 (10,57 %) drugi in neznano 36 (15,85 %) |